# Yndżybara
Yndżybara – miasto w Etiopii, w regionie Amhara. Według danych szacunkowych na rok 2015 liczy 33 000 mieszkańców.